# Ju Bjongok
Ju Bjongok (hangul: 유병옥, handzsa: 兪炳玉, RR: Yoo Byung-ok; 1964. március 2. –) dél-koreai válogatott labdarúgó.

## Pályafutása

### Klubcsapatban
1987 és 1991 között a POSCO Atoms csapatában játszott, melynek tagjaként 1988-ban bajnoki címet szerzett. 1992 és 1995 között az LG Cheetahs játékosa volt. 

### A válogatottban
1983 és 1986 között 19 alkalommal játszott a dél-koreai válogatottban. Részt vett az 1984-es Ázsia-kupán és az 1986-os világbajnokságon, de nem lépett pályára egyetlen mérkőzésen sem.

## Sikerei, díjai
POSCO Atoms
- Dél-koreai bajnok (1): 1988